# Supercoppa delle Fær Øer 2008
La 2ª edizione della Supercoppa delle Fær Øer si è svolta l'8 marzo 2008 allo Stadio Runavík di Runavík tra l'NSÍ Runavík, vincitore della Formuladeildin 2007, e l'EB/Streymur, vincitore della coppa nazionale.
L'NSÍ Runavík si è aggiudicato la vittoria del torneo per la prima volta nella sua storia.

## Tabellino
| Arbitro: | Muller |

|                                                      |           |  |
| Frederiksberg 56’ Hansen 66’ Dalbud 76’ Jacobsen 80’ | Marcatori |  |